# Larcis
Der Larcis ist ein Fluss in Frankreich, der in den Regionen Nouvelle-Aquitaine und Okzitanien verläuft. Er entspringt im Gemeindegebiet von Luc-Armau, entwässert generell Richtung Nord bis Nordwest und mündet nach rund 35 Kilometern an der Gemeindegrenze von Lannux und Projan als rechter Nebenfluss in den Lées. Auf seinem Weg durchquert der Larcis die Départements Pyrénées-Atlantiques und Gers. Auf einer Länge von rund 3,5 Kilometern bildet er auch die Grenze zum Département Hautes-Pyrénées.

## Orte am Fluss
(Reihenfolge in Fließrichtung)
- Armau, Gemeinde Luc-Armau
- Vidouze
- Bassillon-Vauzé
- Lasserre
- Arrosès
- Mont-Disse
- Verlus
- Aurensan